# Municipio de Waltham (Illinois)
El municipio de Waltham (en inglés: Waltham Township) es un municipio ubicado en el condado de LaSalle en el estado estadounidense de Illinois. En el año 2010 tenía una población de 446 habitantes y una densidad poblacional de 4,65 personas por km².

## Geografía
El municipio de Waltham se encuentra ubicado en las coordenadas 41°24′46″N 88°59′28″O / 41.41278, -88.99111. Según la Oficina del Censo de los Estados Unidos, el municipio tiene una superficie total de 95.85 km², de la cual 95,84 km² corresponden a tierra firme y (0 %) 0 km² es agua.

## Demografía
Según el censo de 2010, había 446 personas residiendo en el municipio de Waltham. La densidad de población era de 4,65 hab./km². De los 446 habitantes, el municipio de Waltham estaba compuesto por el 97,98 % blancos, el 1,57 % eran de otras razas y el 0,45 % eran de una mezcla de razas. Del total de la población el 3,14 % eran hispanos o latinos de cualquier raza.